# Nils Ekwall
Nils Lage Magnus Ekwall, född 10 juli 1954 i Stockholm, är en svensk konstnär.
Nils Ekwall målar i en surrealistisk, figurativ stil. Han är bosatt i Ekerö.
Nils Ekwall är son till reklammannen Lage Ekwall och konstnärinnan Ingrid von Dardel samt yngre halvbror till konstnären Henry Unger. Vidare är han dotterson till konstnären Nils Dardel och författarinnan Thora Dardel Hamilton. Han var 1989—2009 gift med Katarina Fridell (född 1951), dotter till skådespelaren Åke Fridell och Maja Stina Nystedt (omgift Henningsson).. Han har också en son, Julian Togelius, med konstnärinnan Lilian Togelius.